# St. Peter und Paul (Rehrosbach)
Koordinaten: 48° 20′ 28,8″ N, 11° 3′ 39,2″ O
Die katholische Pfarrkirche St. Peter und Paul ist ein Baudenkmal in Rehrosbach bei Eurasburg in Schwaben.

## Geschichte
Die Kirche St. Peter und Paul ist im Kern vermutlich gotisch. Sie wurde 1907 bis 1909 nach Westen hin erweitert (Kirchenschiff mit Sitzbänken). Zur gleichen Zeit wurde auch der Turm neu gebaut. Die Pfarrei gehört heute zur Pfarreiengemeinschaft Ottmaring.

## Baubeschreibung
Bei St. Peter und Paul handelt es sich um einen flachgedeckten Saalbau mit eingezogenem Rechteckchor, der aus der Achse nach Süden verschoben ist. Auf den nördlichen Turm mit quadratischem Grundriss ist ein Oktogon mit Zwiebelhaube aufgesetzt.

## Ausstattung
Der Stuck im Stile des ausgehenden 17. Jahrhunderts wurde im Jahr 1907 von Fritz Wirth nach Entwürfen von Anton Bachmann geschaffen. Aus derselben Zeit stammen die Fresken von Sebastian Wirsching. Hochaltar und rechter Seitenaltar stammen aus dem Ende des 17. Jahrhunderts. Der linke Seitenaltar und die Kanzel sind vermutlich neubarock. Die Figuren im Hochaltar aus dem Umkreis von Lorenz Luidl stellen die Muttergottes mit Christus und Gottvater darüber dar; an den Seiten die heilige Barbara und vermutlich die heilige Elisabeth. Außen finden sich Figuren der Heiligen Thomas und Nikolaus. Im rechten Seitenaltar finden sich Figuren des heiligen Paulus zwischen den Aposteln Bartholomäus und Judas Thaddäus. Die Darstellungen der Heiligen Petrus und Paulus aus Holz, gefasst, sind aus dem Ende des 15. Jahrhunderts.